# محمد بن ثانی آل ثانی
بن ثانی آل ثانی، (به عربی: محمد بن ثاني آل ثاني) (زاده ۱۷۸۸ - درگذشته ۱۸۷۸) معروف به محمد بن ثانی بن محمد آل ثامر نخستین امیر قطر و بنیانگذار خاندان آل ثانی می‌باشد که بر کل شبه جزیره قطر حکمرانی کرد. وی در سال ۱۸۵۰ در دوحه مستقر شد و پس از اتحاد با فیصل بن ترکی در سال ۱۸۵۱ خود را امیر قطر نامید، ولی عملأ در سال ۱۸۶۸ موفق شد تمامی سرزمین‌های فعلی قطر را یکپارچه نموده و در همین سال، دولت قطر را تأسیس نماید و در حرکت سیاسی خود با نماینده بریتانیا لوئیس پلی دیدار نماید. مهم‌ترین اقدام محمد بن ثانی آل ثانی، مقابله با ارتش امپراتوری عثمانی بود که در نهایت به امضای پیمان نامه‌ای مشترک که در سال ۱۸۷۱ با دولت عثمانی به امضا رسانید منجر شد. این پیمان نامه کشور تازه تأسیس قطر را از هر گونه تجاوز خارجی محافظت نمود. او در تاریخ ۱۸ دسامبر ۱۸۷۸ در سن نود سالگی درگذشت.

## ابتدای زندگی
شیخ محمد بن ثانی فرزند شیخ ثانی بن محد در فویرط قطر متولد شد. شیخ محمد دومین پسر بزرگ پدرش به همراه چهار خواهر و برادرش بود.